# Kong Mjong
Kong Mjong (korejsky 공명; anglicky Gong Myung; * 26. května 1994), rodným jménem Kim Tong-hjon (korejsky 김동현; anglicky Kim Dong-hyun), je jihokorejský herec. Je členem herecké skupiny 5urprise.

## Mládí
Kong Mjong se narodil 26. května 1994 v Kuri v provincii Kjonggi v Jižní Koreji. Má mladšího bratra Doyounga, který je člen jihokorejské k-popové skupiny NCT.

## Filmografie

### Film
| Rok  | Název CZ/EN          | Originální název     | Role        |
| ---- | -------------------- | -------------------- | ----------- |
| 2013 | If You Were Me 6     | 어떤 시선            | Seon-jae    |
| 2013 | Ice River            |                      | Seon-jae    |
| 2014 | Futureless Things    | 이것이 우리의 끝이다 | Ki-cheol    |
| 2014 | Dívka u mých dveří   | 도희야               | Kwon Son-oh |
| 2016 | Su Saek              | 수색역               | Sang-woo    |
| 2019 | Extreme Job          | 극한직업             | Jae-hoon    |
| 2019 | Homme Fatale         | 기방도령             | Yoo Sang    |
| 2019 | Recipe for Happiness |                      |             |
| 2021 | Hansan               | 한산: 용의 출현      | Yi Eokgi    |
|      | Citizen Deok Hee     |                      | Jae Min     |

### Seriál
| Rok      | Název CZ/EN          | Originální název  | Role                 |
| -------- | -------------------- | ----------------- | -------------------- |
| 2015     | Splendid Politics    | 화정              | Ja Gyung             |
| 205-2016 | Beautiful You        | 아름다운 당신     | Cha Tae-woo          |
| 2016     | Mystery Freshman     | 미스터리 신입생   | Lee Min-sung         |
| 2016     | Entertainer          | 딴따라            | Kyle / Lee Bang-geul |
| 2016     | Drinking Solo        | 혼술남녀          | Jin Gong-myung       |
| 2017     | The Happy Loner      | 개인주의자 지영씨 | Byeok-soo            |
| 2017     | The Bride of Habaek  | 하백의 신부       | Bi-ryum              |
| 2017     | Revolutionary Love   | 변혁의 사랑       | Kwon Je-hoon         |
| 2018     | Essence of Happiness |                   | Namgoong Jin-soo     |
| 2018     | Feel Good to Die     | 죽어도 좋아       | Kang Jun-ho          |
| 2019     | Be Melodramatic      | 멜로가 체질       | Chu Jae-hoon         |
| 2021     | Hong Chun Gi         | 홍천기            | Lee Yul              |